# Hernaldo Zúñiga
Francisco Hernaldo Zúñiga Gutiérrez (Managua; 2 de junio de 1955), más conocido artísticamente como Hernaldo Zúñiga, es un cantautor nicaragüense.

## Biografía
Hernaldo Zúñiga nació en Managua, el 2 de junio de 1955, pero fue criado en Masaya en el seno de una familia de gran compromiso político. Recibió el nombre de su padre, el doctor en Derecho y Notaría Hernaldo Zúñiga Montenegro, su madre es Alma Gutiérrez Barreto. Tiene tres hermanas: Marcela, Martha y Paola; y dos hermanos: Aníbal y Armando.
Su infancia la vivió en la ciudad de Masaya –situada a 28 km al sur de Managua (capital de Nicaragua)– rodeado de tradiciones culturales centenarias, sincretismo religioso, naturaleza exuberante y las expresiones de arte de la ciudad folklórica más importante del país. Cursó estudios desde la primaria en un colegio de la Compañía de Jesús (jesuitas), el último año de la secundaria lo hizo en un colegio salesiano.
Siendo un adolescente vivió por razones académicas en los Estados Unidos. Una vez terminados sus estudios secundarios y siguiendo tradición familiar inició la carrera de Derecho en Nicaragua, pero a raíz del terremoto que devastó Managua en 1972 se trasladó a Santiago, Chile para reiniciar sus estudios universitarios de Leyes en la Universidad de Chile. Se graduó años después en España.
En Chile, cursando el primer año de Derecho compuso «Ventanillas», su primera canción, que meses después entra al concurso del Festival Internacional de la Canción de Viña del Mar logrando gran impacto entre los jóvenes de entonces. Comienza a cantar como aficionado aunque incursionando en festivales musicales de rango profesional. Tres leyendas del management español, José María Lasso de la Vega, Emilio Santamaría y Alfredo Frayle, socios de una oficina de representación conjunta que gestionaban las carreras de Julio Iglesias y Mocedades entre otros lo llevan a vivir a España contratado por el legendario sello discográfico independiente Zafiro (empresa que representaba a Joan Manuel Serrat, Marisol, Tequila, Chiquetete, Mocedades y José Carreras). En la península ibérica inició lo que sería su carrera musical. El primer año de estadía en Europa lo vive en la isla de Mallorca (en Calad'or), donde termina de componer lo que será el repertorio de su primer álbum español, Cancionero, producido por Juan Carlos Calderón. Se mudó después a Madrid, donde residió durante diez años más, con estadías extensas en Roma, Londres y París.
En la capital española conoció a su esposa, Lorenza. Tienen tres hijos. Desde entonces radica en la Ciudad de México donde hace presentaciones en auditorios que van de 300 a 5000 personas. La mayoría de sus conciertos los realiza en teatros y festivales culturales de la República Mexicana.
Se le puede describir como hombre inquieto en búsqueda de aciertos en sus textos, amante de explorar culturas, tranquilo, un obrero de la creación, con paciencia ilimitada. La dedicación y búsqueda constante lo han llevado a convertirse en uno de los cantautores más significativos en la lengua española contemporánea. A su vez, muchos artistas mexicanos y de otras latitudes han grabado obra suya. Si bien en lo formal la propuesta de Hernaldo se encuentra dentro del género que en México se le conoce como «trova» los muchos ingredientes de extracción pop de sus arreglos, estructuras melódicas y capacidad interpretativa lo hacen ser un artista de difícil clasificación. Como compositor acredita unos 9 millones de copias vendidas y como intérprete, en sus once producciones discográficas totalizan más de 3 millones de copias vendidas.
Se define a sí mismo como un creador de música popular con aliento poético. Las vertientes de su obra provienen de propia visión del mundo, tertulias con los amigos, la poesía, el cine y las artes plásticas. Sus preferencias musicales son: Mozart, Beethoven, Bach, la ópera italiana con Verdi, Donizetti y Puccini como compositores preferidos. Por otra parte guarda enorme admiración por Joan Manuel Serrat, Joaquín Sabina, Luis Eduardo Aute, Víctor Manuel, Jorge Drexler, León Gieco, Claudio Baglioni, Lucio Dalla, Negroamaro,Tiromancino, Consuelo Consoli, Joni Mitchell, Dave Matthews, Sarah Mclachlan, Death Cab for Cutie, Francis Cabrel, The Beatles, Pat Metheny, David Gray, Natalie Merchant, Manolo García, John Mayer, Zucchero y  Juan Luis Guerra.
En sus conciertos es común oírlo recitar poemas de Rubén Darío, Ernesto Cardenal, Jaime Gil de Biedma, Fernando Pessoa, José Emilio Pacheco, Mario Benedetti, Jaime Sabines, César Vallejo, Claudio Rodríguez, Cesare Pavese, Pablo Neruda, Sylvia Plath y Luis García Montero, entre otros destacados poetas.

## Inicios en Chile
Siendo un estudiante en Chile, durante 1973 grabó su primer disco single 45 rpm para Producciones Caracol. En él se incluía en una de sus caras la canción de David Gates (líder vocal y compositor del grupo Bread), «Everything I Own», donde Hernaldo ya demostraba imponer su propio estilo. La misma producción destaca por contener en el otro de sus lados la canción «Ways of Love», acreditada al propio Zúñiga.
A los 17 años, compuso su primera canción «Ventanillas», inspirada en el poema «Un detalle» del poeta nicaragüense Alfonso Cortés. La canción clasificó para la competencia internacional del XV Festival Internacional de la Canción de Viña del Mar. Con apenas 18 años, acompañado de su guitarra en escenario, frente al público de Viña, 30 000 personas lo aclamaron en la Quinta Vergara. La canción se convirtió en el himno de la juventud chilena a partir de esa noche de febrero de 1974.
También en 1974, esta vez en octubre, obtuvo el séptimo lugar en la tercera edición del Festival de la OTI, celebrado en Acapulco (México), con la canción «Gaviota», lo que significó la primera participación de Nicaragua en este Festival.
Entre 1975 y 1976, tímidamente hizo conciertos con gran respuesta popular, de manera imparable. Lo que inicialmente surgió como una afición se fue convirtiendo en el centro de su vida.
En 1976 grabó su primer álbum en los estudios IRT de Santiago de Chile, «Del arco iris, una canción», con la participación de los músicos chilenos Nino García y Héctor Saavedra, y el grupo chileno de folclore andino Illapu. Pese al escaso apoyo personal de Hernaldo, debido al poco margen de tiempo libre que le permitían sus obligaciones académicas, cada una de sus canciones se convirtieron en éxitos rotundos tanto en ventas como en difusión. Calan hondo temas como «Raíces americanas», «Primera mujer» y «Madre». Las fotografías de este álbum estuvieron a cargo de Scottie Scott. Durante esta grabación, Hernaldo utilizó su primera guitarra profesional, una Yamaha de 12 cuerdas que le compró al compositor chileno Buddy Richard.
En 1977 compitió nuevamente en el anfiteatro de la Quinta Vergara al participar en el XVIII Festival Internacional de la Canción de Viña del Mar, donde obtuvo el segundo lugar con la canción «Cancionero».
Luego realizó conciertos con gran respuesta popular, transformando su afición por la música en su proyecto de vida.

## Internacionalización
En 1977 la disquera Zafiro de España lo une a su elenco que incluye entre otros a figuras como Mocedades, Sergio y Estíbaliz, Marisol y Joan Manuel Serrat. Ese mismo año se instala en el pueblo mediterráneo de Calad'or, en Mallorca (Islas Baleares), donde compone el material de lo que va a ser su primer álbum europeo.
En 1978 lanza el álbum Cancionero, iniciando profesionalmente su carrera musical; la producción fue dirigida por Juan Carlos Calderón. El álbum tuvo excelente acogida tanto de crítica como de público, fue editado en Francia con la misma resonancia lograda en España. Destacan canciones como «Cancionero», «Se me va», «Barca de oro», «Caracola», «Raíces americanas» y la primera versión grabada del poema de Mario Benedetti «Te quiero». «Raíces americanas» recibe el reconocimiento de la Organización de Estados Americanos (OEA) por reflejar la riqueza étnica del continente americano y es grabado por folcloristas de todo el continente.
Es época enriquecedora y dramática, la insurrección popular sandinista que en Nicaragua derroca a la dictadura de los Somoza y la transición democrática española lo marcan y moldean.

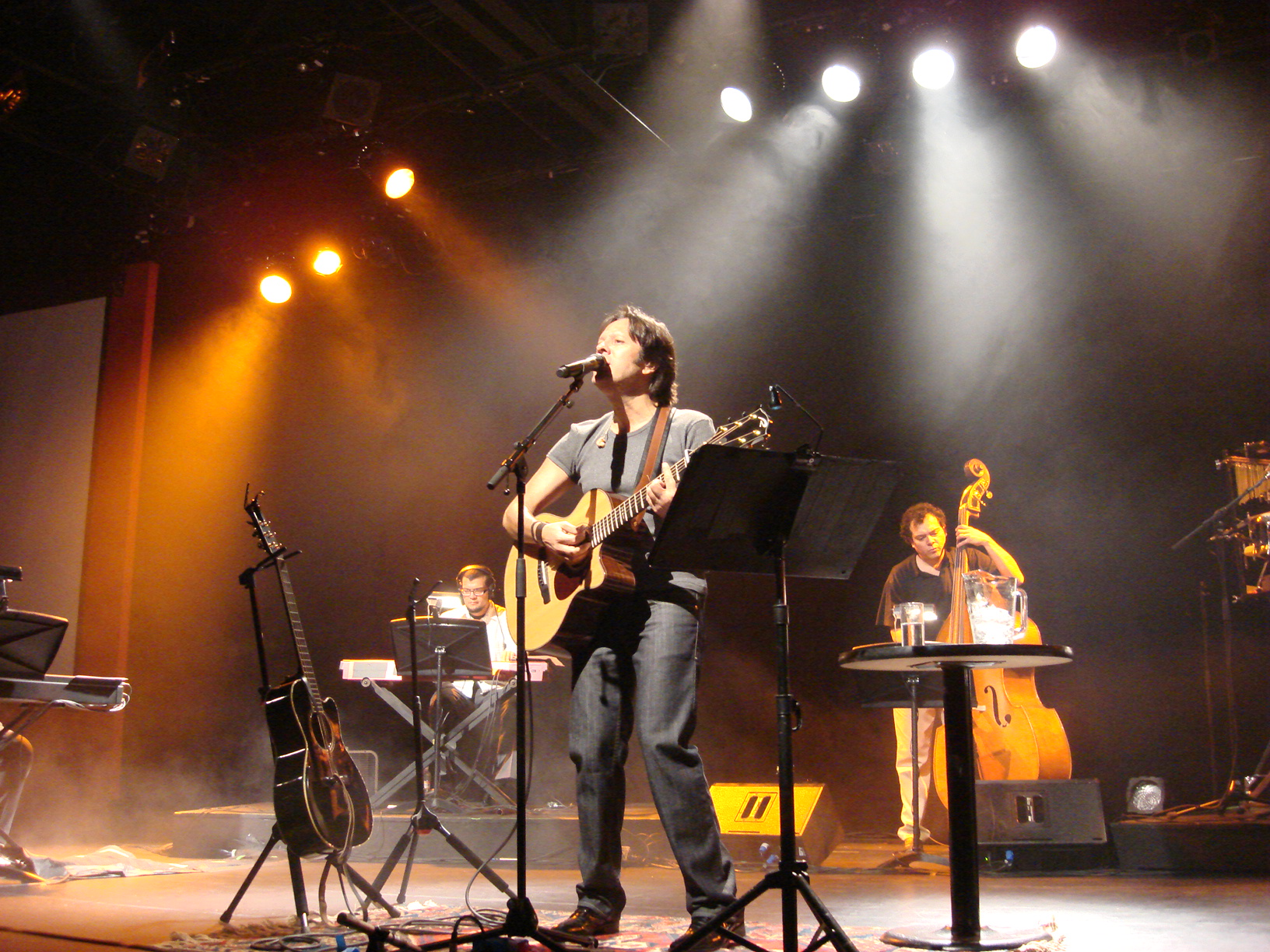
Hernaldo Zúñiga en concierto

Entre diciembre de 1979 y enero de 1980, graba un nuevo trabajo discográfico de la mano del compositor y productor Manuel Alejandro, este disco le da el espaldarazo definitivo a su carrera, es multiplatino en la mayoría de los países iberoamericanos y nacen clásicos como «Procuro olvidarte», «Ven con el alma desnuda», «Un pasajero», «Insoportablemente bella», «Amor de tantas veces», «Nena» o «Ese beso que me has dado». Estas canciones lo convierten en un intérprete de órbita internacional, alejándolo estilísticamente de sus orígenes. Comienza una nueva etapa de giras interminables y conciertos en espacios masivos, gimnasios y recintos de 10 000 a 15 000 personas.
En 1981 regresa al país que denomina como su segunda patria (Chile) para participar por primera vez como jurado en el festival de Viña del Mar. Es recibido por un público fervoroso y delirante.
En 1982 graba el álbum A tanto fuego en Londres, Alemania y Madrid con el productor Carlos Narea. «Mentira», del chileno Buddy Richard, «Quiero saber todo de ti», «A tanto fuego», «Te vas quedando sola», «En el mismo tren», reeditan el éxito anterior.
Dos años después, en 1984 aparece el álbum Siglo XX, producido por Óscar Gómez. «Mi niña es», «Ciudad solitaria», «De ahora a mañana» y «Siglo XX» (versión en español del éxito en inglés de Don McLean «American Pie») destacan en este material.
En 1985 conoce en Madrid a tres nuevas cantantes mexicanas a quienes ayudaría a alcanzar el éxito: Mayte e Isabel Lascurain y Fernanda Meade. Este encuentro abre la puerta para una etapa y experiencia inédita en su vida, componer para otros cantantes, se trata del trío femenino Pandora que debuta en el programa Siempre en Domingo el 2 de junio de ese mismo año, curiosamente la fecha de cumpleaños de Hernaldo, con el tema de su autoría «¿Cómo te va, mi amor?», el éxito llega de inmediato. El disco es el suceso musical del año en todos los países de habla hispana incluso siendo nominado al Premio Grammy.
En ese tiempo se encuentra inmerso en un período sabático de reflexión y continuos desplazamientos por Europa, una vez terminados los vínculos que le unían con la discográfica Zafiro.

## Consolidación
En diciembre de 1986, bajo la producción de Miguel Blasco y los arreglos de Felisatti y Jesús Gluck, participó en el álbum colectivo Eterna Navidad el cual, bajo el nombre de La Hermandad, reunió a destacados cantantes en México como Pandora, Tatiana, Daniela Romo, Óscar Athie, Manuel Mijares y Yuri, entre otros. La canción «Ven a cantar» se convierte en un éxito rotundo y todavía se escucha cada año como un ícono navideño. Para este álbum, Hernaldo interpretó en solitario el tema «Campanilleros». El álbum es presentado en vivo en la Plaza Monumental de la Ciudad de México, así mismo se grabó un especial para televisión.
En 1987 se traslada definitivamente a México, ese año, a petición de la Asociación de Padres de Familia con Hijos Discapacitados Los Pipitos de Nicaragua, escribe la canción «La gran pandilla», misma que es el himno de esa asociación, la cual le ha galardonado con la Orden Los Pipitos en Oro, máxima condecoración que otorga.
El año siguiente (1988) lanzó al público un nuevo disco: Qué increíble es la distancia, la totalidad de las canciones son propias del cantautor y destacan: «Qué increíble es la distancia» (que da título al álbum), «Una vez al mes», «Tengo unos celos que matan», «Te llevaré», «Mira arriba, arriba», entre otras. Esta coproducción con Jesús Glück, y bajo el sello de Emi Music, relanza su carrera en América Latina.
Escribe canciones para otros artistas, entre las que destacan: «Siempre» (Manuel Mijares), «Hemos madurado» (Charlie Massó), «El tiempo nos pesa» (Ángela Carrasco), «¿Qué puedo hacer?» (Jeanette), «Te quiero y ya» (Sergio y Estíbaliz), «Perdona» (Yuri), «Es tan difícil quererte» (Gloria y Noemí Gil), «Era mejor» (Fernanda Meade, en ese momento ex-Pandora), «Preguntándome» (Franco Iglesias), «Dame aquel martillo» (Fandango, créditos en español: Hays-Seeger-Hernaldo Zúñiga), «Flor de temporada» (Hernán Visetti), «Volverás por mí» (Los Dandys), «De pecho a pecho» (Sonia Rivas, también Maribel Guardia), «Mineral» (Rocío Banquells), «Límite» (Valeria Lynch), entre otras, que refrendan el éxito de sus composiciones. Sin duda Pandora convierte la mayor cantidad de temas de su inspiración en éxitos: «Todavía», «Sólo él y yo», «Alguien llena mi lugar», «No me queda nada», «Abusas de mí», «Amor, amor» y la indiscutible «¿Cómo te va, mi amor?», mayor éxito de esta agrupación femenina.
La madurez como intérprete y compositor comienza a tomar solidez. Se autoimpone un retiro indefinido de exposición al público. Explora, estudia y trabaja en nuevas canciones, que lo conducen a registros similares a los de sus inicios, ahora, enriquecidos con el conocimiento y oficio adquiridos. Se aleja de la composición para otros cantantes y se reencuentra consigo mismo para crear canciones que lo acerquen nuevamente a sus orígenes.
En 1991 nuevamente participa en un especial navideño, esta vez producido por él mismo, bajo el sello de Warner Music México. Para esta producción Hernaldo logra reunir a varios intérpretes de moda a inicios de los años noventa, la mayoría de los cuales hicieron dúos para este álbum llamado Diciembre 25. La convocatoria de Hernaldo logró reunir a Alejandra Ávalos, Fher (de Maná), Ilse, Benny, Ivonne e Ivette, El Tri, Alissa, Ángel, Café Tacuba, Laura Flores, Denise de Kalafe, Luis Gatica y Los Joao.
En 1992 apareció Después de todos estos años con el sello Warner Music México, que recoge el inicio de una recién estrenada etapa de plenitud personal y artística. Se trata de un álbum fundacional en donde Hernaldo produce, elabora arreglos y compone el repertorio.
En Londres y con la ayuda de Chucho Merchán, logra conseguir un sonido que lo distingue y acompaña desde entonces.
La temática de sus canciones se expande. Además del tema amoroso, explora temas existenciales y sociales. La elegancia de las letras, la armonía de la música, combinado con un sonido moderno le da una identidad contemporánea y refrescante. El trabajo ha dado sus frutos, Hernaldo está de regreso con nuevos bríos, demostrando que “aún le queda gas para alumbrarse y alumbrar”, con canciones como
«No tengo + patria que tu corazón»,
«¿Adónde?»,
«Al otro lado del mundo»,
«Creciendo»,
«Día horizontal» y
«Eres todo menos azar»
son canciones que pronto gozan de la preferencia de su público.
En 1994 inicia una serie intensa de conciertos acústicos en lugares de reducido aforo, proceso que desemboca en un disco antológico, grabado en vivo el 25 de noviembre de 1995 en el prestigioso Teatro de la Ciudad en la capital de México: Básico D. F., bajo el sello de Warner Music. Con este disco, logra una penetración asombrosa, consiguiendo además, que nuevas generaciones descubran el repertorio y la voz de un artista de excepción.
También en 1994, regresa como jurado internacional al Festival de Viña del Mar. Es recibido con la efusividad y el calor humano de siempre. El público chileno corea sus primeras canciones y conoce la nueva propuesta musical de este gran cantautor.
En 2000, le suceden cuatro destacables acontecimientos:
1. Es miembro de la comisión seleccionadora para la primera y segunda edición de los Grammy Latino.
2. Es miembro del jurado del Festival OTI en Acapulco, México.
3. Firma contrato de exclusividad con Universal Music México.
4. Es jurado internacional de Viña del Mar (a este festival regresa también como jurado internacional en la edición de 2006 del cual es nombrado presidente).

En 2001, acompañado de grandes músicos como Phil Palmer (guitarrista de la banda de Eric Clapton),
Wilk (teclista del ex-Beatle Paul McCartney), y
Gavin Harrison (baterista y percusionista), grabaron en Londres el disco Triángulo de musgo bajo el sello de Universal Music. La producción, arreglos y las canciones corren a cargo de Hernaldo, se graba en Londres, Madrid y Los Ángeles y nuevamente es autor de todas las canciones. El disco es de un trabajo innovador y calidad mayúscula. Se percibe fácilmente el linaje superior de la calidad de sus composiciones y la calidad interpretativa.
Da continuidad a la temática amorosa y social en sus canciones sobresaliendo por un dominio extraordinario del lenguaje y sensibilidad particular. Destacan las composiciones: «Se van», «Ese inmenso vacío», «Triángulo de musgo», «Dame un abrazo, un lápiz y un papel», las cuales seguirán escribiendo la historia de un artista de nuestro tiempo que se ha ganado al público con una música original, sensitiva, bella e inteligente.
En 2002, sale al público su segundo disco en vivo, un homenaje a la Ciudad de México, D.F. El disco «Ciudad acústica» fue grabado en conciertos en el teatro Metropólitan de la Ciudad de México y en el Auditorio Luis Elizondo, de Monterrey. Un racimo de canciones donde nos muestra su calidad interpretativa en la máxima expresión. Sobresalen
«Ciudad acústica»,
«Saber vivir»,
«Tu sombra» y
«Alas de libertad».

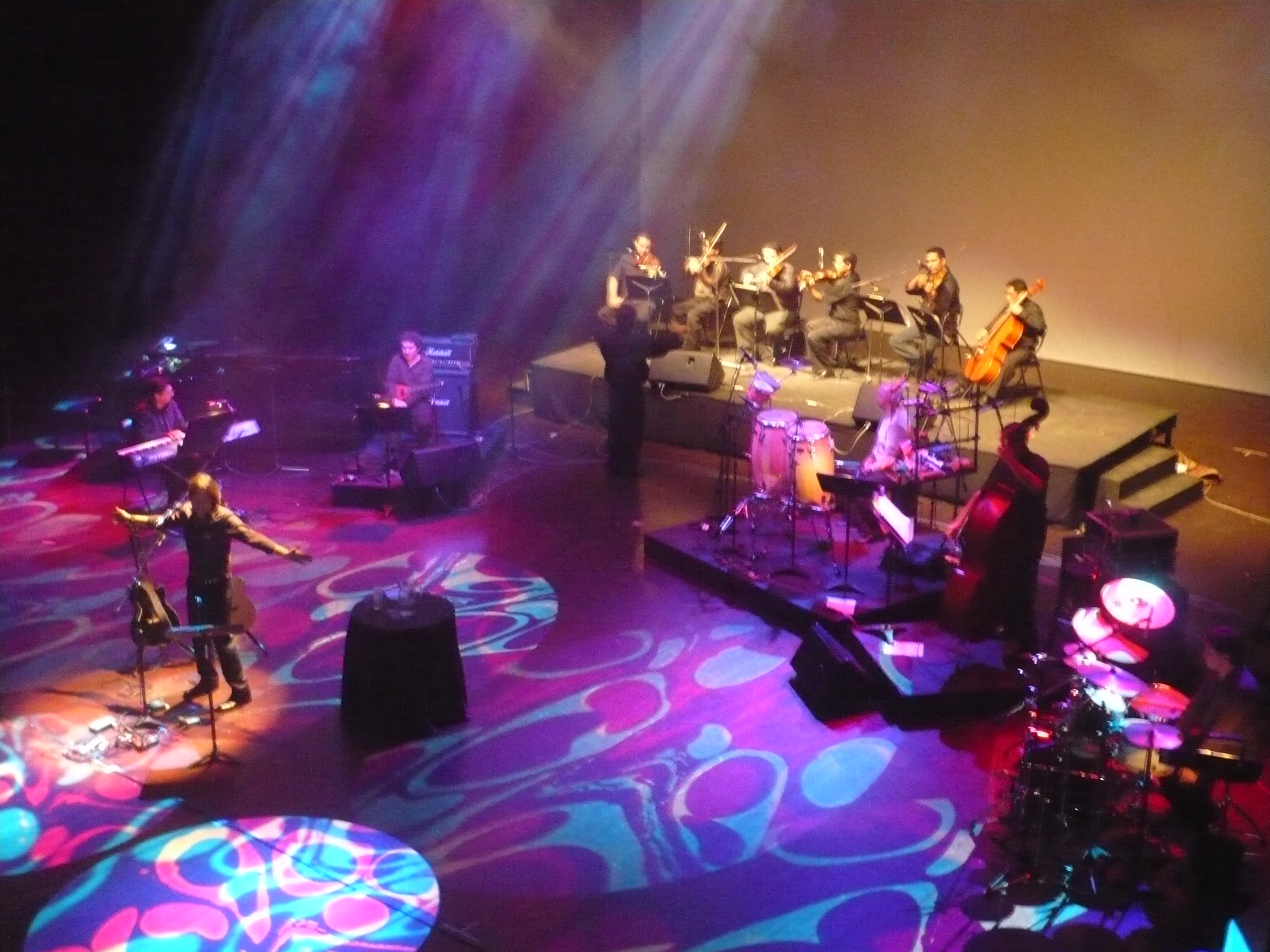
Hernaldo Zúñiga en concierto, 24 de septiembre de 2009, Teatro Nacional Rubén Darío, en Managua (Nicaragua).

En el año 2007 aparece el álbum Nómada, en el que refleja ese fenómeno moderno de la movilidad en una aldea global. Según él mismo lo expresa:

No conozco otra vida, el trasiego de un país a otro y a la vez creo que me ha perfilado como persona en lo bueno y en lo malo. [...] El nombre de este álbum es porque yo soy un nómada, ya que he vivido en Chile, España, Nicaragua, Estados Unidos, Inglaterra, Francia e Italia, y desde hace diez años en México. Me considero un nómada contemporáneo y en este disco, como en los otros, dejo la piel y el alma.
Hernando Zúñiga

Lo anterior refleja la experiencia vital hecha canciones. Ha vivido, como él mismo lo indica, en varios países, pero también ha trotado el mundo grabando en estudios de diversos países, además de los mencionados, en Alemania. Sus fronteras interiores se ubican en dos lugares, la creación y la perfección. Este ha sido el álbum menos autobiográfico de su carrera, tal como lo reconoce el cantautor.
Todos los temas, nuevamente son de su autoría. Canciones como: «Ruido», «Nómada», «A mitad del optimismo», «Aún te quiero», «Septiembre» y «Que nos dejen en paz», dan cuerpo a este magnífico trabajo que le da continuidad al valor artístico distintivo reconocido por la crítica y el gran público.
En julio de ese mismo año, en la XIII entrega de los Premios a los Artistas Destacados del Año,
la Asociación de Artistas de Nicaragua Rafael Gastón Pérez en conjunto con la Asamblea Nacional le otorgan un merecido reconocimiento nombrándolo como uno de los ganadores del Premio a la Trayectoria Internacional.
El 16 de mayo de 2008 como parte de sus Latin Awards, The American Society of Composers, Authors & Publishers (ASCAP), reconocida como la principal sociedad autoral norteamericana, otorgó a Hernaldo un merecido reconocimiento por la canción «¿Cómo te va, mi amor?» destacándola como la Mejor Canción Regional de 2007 debido a la versión regional mexicana que grabaran Los Horóscopos de Durango, la cual superó el millón de copias vendidas durante 2007. Esta hermosa composición de Hernaldo sigue vigente después de más de 20 años de haber sido lanzada por el Grupo Pandora y continúa redituándole éxitos y reconocimientos.
Hernaldo posee su propio sello discográfico Zungu Music (Zungu por Zúñiga Gutiérrez) con el que ha grabado sus últimas producciones.
En 2009 regresa a su país natal para ofrecer un concierto fechado 23 de septiembre como parte de la celebración del 40 aniversario del Teatro Nacional Rubén Darío de Managua, no obstante, debido a la enorme demanda ejercida por el público termina realizando tres conciertos consecutivos las noches de 23, 24 y 25 de septiembre, en el primero de los cuales fue distinguido con la Orden 40 Aniversario del mencionado teatro.
Durante 2010, Hernaldo continúa brindando conciertos a lo largo de la República Mexicana incluyendo una magna presentación el 22 de octubre en el llamado «Coloso de Reforma», el Auditorio Nacional de la Ciudad de México, considerado el principal auditorio de espectáculos de México y uno de los más importantes del mundo.
En diciembre de 2011 lanza Mercurio, su tercer álbum en vivo que incluye el primer DVD de su carrera artística, el cual fue grabado en concierto el 31 de agosto de 2010 en la Ciudad de México en el Teatro del Parque Interlomas. En ese concierto interpretó el tema «Ventanillas» junto al trío chileno Natalino, el cual fue lanzado a inicios de mayo de 2011 en Chile como sencillo de esa agrupación, al igual que el video del tema interpretado junto a Hernaldo en el referido concierto en México; este tema logró alcanzar posiciones de privilegio en Chile. Mercurio contiene 22 canciones en el DVD y 16 en el CD, además de una entrevista personal y dos videos de las organizaciones que se están apoyando con esta producción: «Im Joa» y «Aproquen».
En octubre de 2012 regresa a Chile para promocionar su DVD-CD Mercurio y en 2013 ofrece una serie de exitosos conciertos por distintas regiones de ese país.
El 23 de abril de 2013, Hernaldo interpretó su tema de éxito internacional «Procuro olvidarte» a dúo con Michael Bolton, quien canta la adaptación al inglés hecha por Desmond Child, en la primera edición del Salón de la Fama de Compositores Latinos (Latin Songwriters Hall of Fame), como homenaje al compositor de la canción, Manuel Alejandro.

## Homenaje en Nicaragua
Un grupo de artistas nicaragüenses rinden desde la mañana del sábado 30 de agosto de 2014 un homenaje al cantautor Hernaldo Zúñiga, que reside en México, por sus 42 años de vida en la música, con un espectáculo donde interpretan sus reconocidas canciones, entre ellas «¿Cómo te va, mi amor?», «En el mismo tren» y «Procuro olvidarte».
El cantautor nicaragüense, al iniciar el espectáculo, se declaró agradecido por ese homenaje y se declaró entusiasmado de ofrecer por primera vez un concierto popular en su país natal.
«Me siento muy honrado y privilegiado de mostrar mi trabajo» ante los nicaragüenses, señaló Zúñiga, compositor e intérprete.
En el homenaje a Zúñiga, que se celebra en un centro comercial de Managua, participan los hermanos Carlos y Luis Enrique Mejía Godoy, ambos autores, cada uno, de más de 200 canciones, la mayoría épicas y testimoniales sobre la insurrección.
También el sobrino de ellos, Ramón Mejía, conocido como Perrozompopo y hermano del salsero Luis Enrique; y Katia Cardenal.
Además, Norma Helena Gadea, que compartió escenario con la fallecida cantante argentina Mercedes Sosa; entre otras bandas y solistas locales que le rinden homenaje en la quinta edición del llamado «Son nica», al cual asistieron miles de personas de todo el país, «Son nica» es promovido por la empresa telefónica Movistar y fue Transmitido en vivo por la cadena de televisión Televicentro Canal 2, de Nicaragua.
El autor de temas como «No tengo más patria que tu corazón», «Una vez al mes» y «¿Cómo te va, mi amor?» –que lograra éxito en voz del trío mexicano Pandora– tiene 53 años de vida artística, durante los cuales ha viajado por todo el mundo.

## Discografía
- 1976: Del arco iris, una canción.
- 1978: Cancionero.
- 1980: Hernaldo, El original.
- 1982: A tanto fuego.
- 1984: Siglo XX.
- 1988: Qué increíble es la distancia.
- 1992: Después de todos estos años.
- 2001: Triángulo de musgo.
- 2007: Nómada.

### Sencillos
| Año  | Título | Álbum                         |
| ---- | --- | ----------------------------- |
| 1974 | Ventanillas | -                             |
| 1976 | Raíces americanas | Del arco iris, una canción    |
| 1978 | Cancionero Se Me Va Te quiero                                                                                               | Cancionero                    |
| 1980 | Procuro olvidarte Insoportablemente bella Ven con el alma desnuda Un pasajero Amor de tantas veces Ese beso que me has dado | Hernaldo, el Original         |
| 1982 | Mentira Quiero saber todo de ti Te vas quedando sola En el mismo tren                                                       | A tanto fuego                 |
| 1984 | Siglo XX A mi aire | Siglo XX                      |
| 1988 | Una vez al mes Tengo unos celos que matan Te llevaré mira arriba, arriba Qué increíble es la distancia                      | Qué increíble es la distancia |
| 1992 | No tengo + patria que tu corazón ¿Adónde? Al otro lado del mundo Creciendo Después de todos estos años                      | Después de todos estos años   |
| 2001 | Se van Ese inmenso vacío Triángulo de musgo Dame un abrazo, un lápiz y un papel                                             | Triángulo de musgo            |
| 2007 | Aún te quiero Ruido Septiembre Que nos dejen en paz Nómada                                                                  | Nómada                        |

### Álbumes en vivo
- 1996: Básico D. F.
- 2002: Ciudad acústica.
- 2011: Mercurio (DVD + CD).

### Recopilaciones de éxitos
- 1999: Los grandes éxitos de... Hernaldo.
- 2001: Grandes éxitos.
- 2001: El origen (edición especial para Nicaragua).
- 2002: Mi historia.
- 2015: El origen (Cajita recopilatoria).
- 2015: Manantial al margen (Cajita recopilatoria).

## Colaboraciones
- Eterna Navidad (1986), especial navideño interpretado por La Hermandad, la cual estuvo compuesta sólo para este álbum por: Tatiana, Manuel Mijares, Daniela Romo, Arianna, Pandora, Denise De Kalafe, Óscar Athie, Yuri, Jazmín y Hernaldo Zúñiga. Hernaldo canta en solitario «Los campanilleros» y en conjunto con toda La Hermandad «Ven a cantar».
- Diciembre 25 (1991), especial navideño producido por Hernaldo Zúñiga, participan: Alejandra Ávalos, Fher (de Maná), Ilse, Benny, Ivonne e Ivette, El Tri, Alissa, Ángel, Café Tacuba, Laura Flores, Hernaldo Zúñiga, Denise de Kalafe, Luis Gatica y Los Joao. Hernaldo canta a dúo con Laura Flores «Estrella blanca» (cover del tema original de Cat Stevens «Morning Has Broken», adaptado por Hernaldo para convertirlo en un bello villancico) y «Diciembre 25» en conjunto con: Ángel, Ilse, Benny, Laura Flores, Alejandra Ávalos, Luis Gatica, Ivonne e Ivette, Denise de Kalafe y Alissa.

## Canciones compuestas para otros artistas
| Artista                   | Canciones |
| ------------------------- | --- |
| Pandora                   | ¿Cómo te va, mi amor? (1985) Sólo él y yo (1986) Abusas de mí Alguien llena mi lugar No me queda nada Amor, amor (1987) Todavía (1990) |
| Manuel Mijares            | Siempre Al caminar Volveré a nacer Montón de verano Desnuda (F.Migliacci-F. Marcheli-Adapt. Hernaldo Zúñiga). |
| Yuri                      | Perdona Si te pierdo No habrá |
| Los Horóscopos de Durango | ¿Cómo te va, mi amor? (2007). |
| Jeanette                  | ¿Qué puedo hacer? (1984) |
| Ángela Carrasco           | El tiempo nos pesa |
| Sergio y Estíbaliz        | Te quiero y ya |
| Franco                    | Preguntándome |
| Fernanda                  | Era mejor |
| Sonia Rivas               | Ayer sin conversar (otra oportunidad) De pecho a pecho (1987) |
| Dumas                     | Se ha terminado |
| Los Dandys                | Volverás por mí |
| Charlie Massó             | Hemos madurado |
| Gloria y Noemí Gil        | Es tan difícil quererte |
| Fandango                  | Dame aquel martillo (Lee Hays-Pete Seeger-Adapt. Hernaldo Zúñiga). |
| Maribel Guardia           | De pecho a pecho (2008) |
| Hernán Visetti            | Flor de temporada Te haré el amor |
| Rocío Banquells           | Mineral |
| Valeria Lynch             | Límite |
| Arianna                   | ¿Qué puedo hacer? (1985) |
| Jazmine Athie             | Mucha dulzura |
| Mario Castelli            | Tengo que amarte amor |
| José Juan                 | Nosotros que inventamos el amor (1992) Siempre hay alguien (1992) Mayo (1992) Escríbeme (Bouncuore-Adapt. Hernaldo Zúñiga) En este mundo que ladra (Benditti-Adapt. Hernaldo Zúñiga) Gente que pasa (Raf/Tozzi-Adapt. Hernlado Zúñiga) Bella e intocable (Nannini/Pianigiani-Adapt. Hernaldo Zúñiga) |
| José Alfredo Fuentes      | Somos amigos (1975) |